# 贤士小圣堂

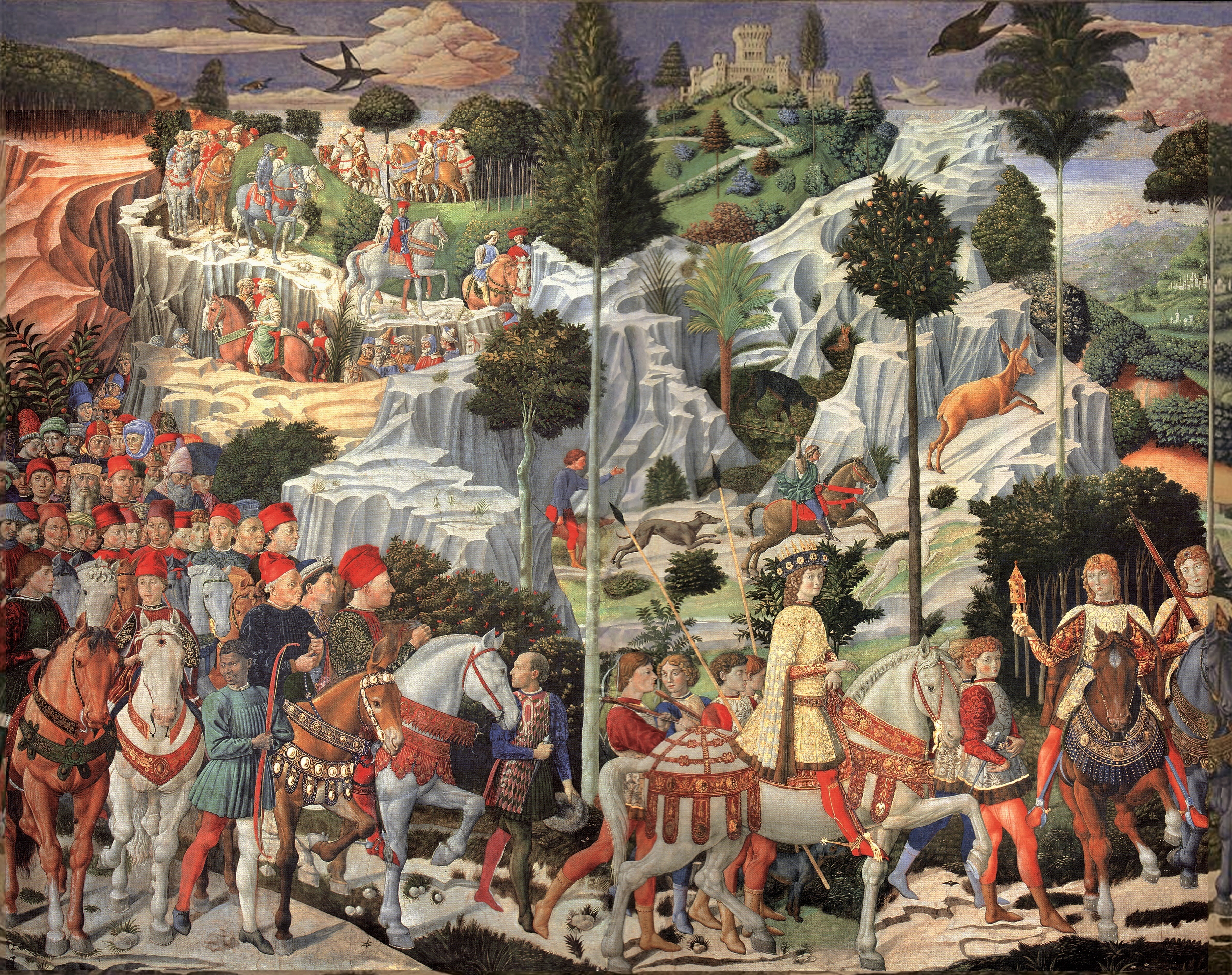

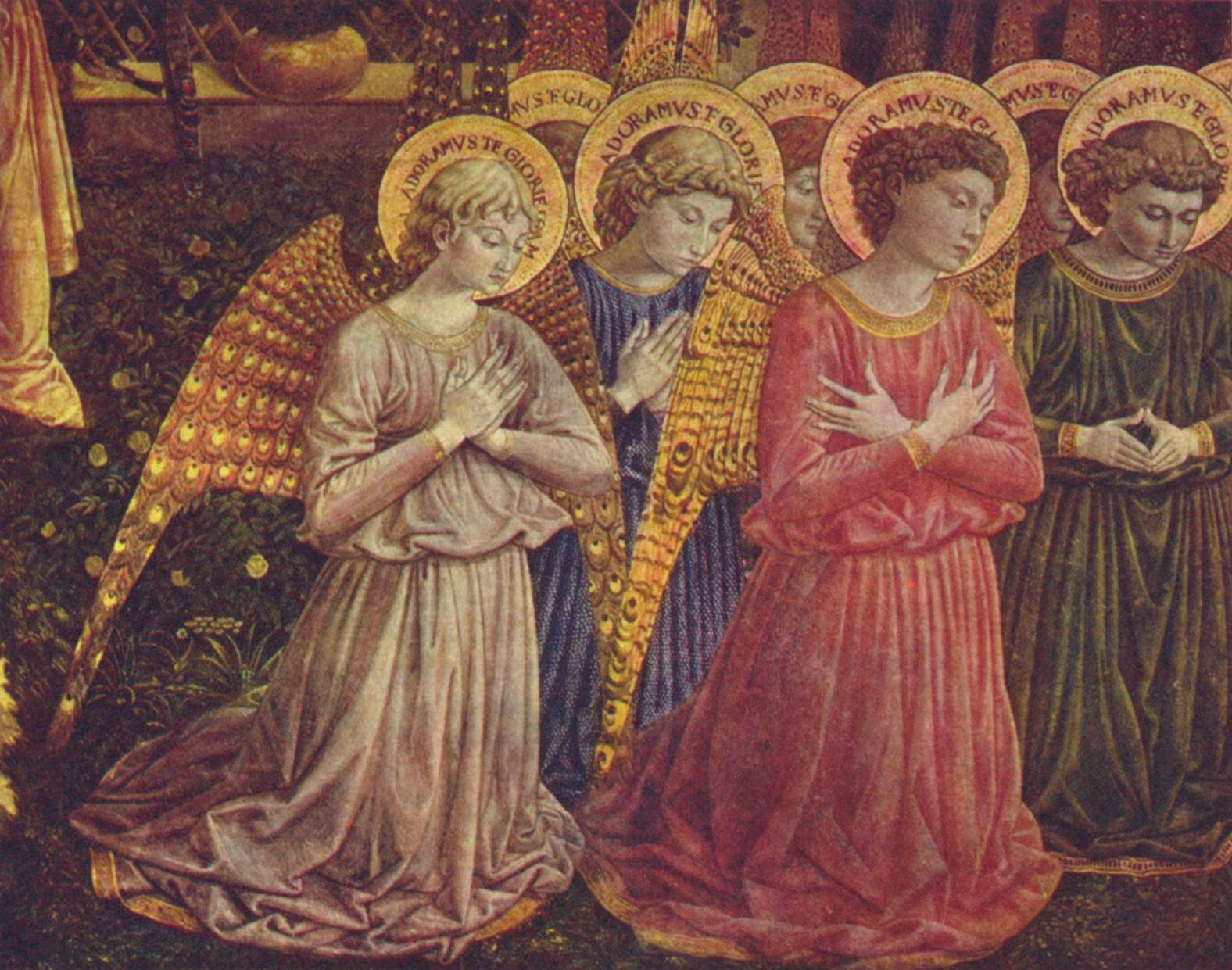

贤士小圣堂（Magi Chapel）是意大利佛罗伦萨的一个小圣堂，位于美第奇-里卡迪宫的贵族层。它的三面墙壁几乎全部覆盖着著名的连环壁画《東方三賢士的白冷之旅》，由文艺复兴大师贝诺佐·戈佐利（Benozzo Gozzoli）为当时佛罗伦萨的统治者美第奇家族绘于1459-1461年。
贤士小圣堂是建筑落成后进行的第一项装饰。在此宗教主题中融入了对美第奇家族的几位成员和他们的盟友，乃至参加1438年至1439年佛罗伦萨会议者的描绘。

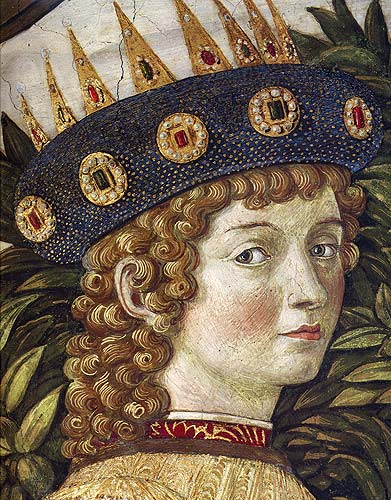